# 张瑞华
张瑞华（1909年—1995年），女，河南信阳人，中华人民共和国政治人物，曾任第三届全国人大代表，第五、六届全国政协委员。

## 家庭
丈夫聂荣臻，女儿聂力，女婿丁衡高。